# Llista d'espècies de zoròpsids
Aquesta és la llista d'espècies de zoròpsids, una família d'aranyes araneomorfes, descrita per primera vegada per P. Bertkau l'any 1882. La llista conté la informació recollida fins al 28 d'octubre de 2006 i hi ha citats 12 gèneres i 76 espècies. Es troben en la zona de tot el Mediterrani, Austràlia, Nova Zelanda, i a zones concretes d'Àfrica (Sud-àfrica) i Àsia (Corea, Japó, Iemen, Sri Lanka). Zoropsis spinimana, va ser introduïda accidentalment als EUA.

## Gèneres i espècies

### Akamasia
Bosselaers, 2002
- Akamasia cyprogenia (Bosselaers, 1997) (Xipre)

### Birrana
Raven & Stumkat, 2005
- Birrana bulburin Raven & Stumkat, 2005 (Queensland)

### Devendra
Lehtinen, 1967
- Devendra pardalis (Simon, 1898) (Sri Lanka)
- Devendra pumilus (Simon, 1898) (Sri Lanka)
- Devendra seriatus (Simon, 1898) (Sri Lanka)

### Griswoldia
Dippenaar-Schoeman & Jocqué, 1997
- Griswoldia acaenata (Griswold, 1991) (Sud-àfrica)
- Griswoldia disparilis (Lawrence, 1952) (Sud-àfrica)
- Griswoldia leleupi (Griswold, 1991) (Sud-àfrica)
- Griswoldia meikleae (Griswold, 1991) (Sud-àfrica)
- Griswoldia melana (Lawrence, 1938) (Sud-àfrica)
- Griswoldia natalensis (Lawrence, 1938) (Sud-àfrica)
- Griswoldia punctata (Lawrence, 1942) (Sud-àfrica)
- Griswoldia robusta (Simon, 1898) (Sud-àfrica)
- Griswoldia sibyna (Griswold, 1991) (Sud-àfrica)
- Griswoldia transversa (Griswold, 1991) (Sud-àfrica)
- Griswoldia urbensis (Lawrence, 1942) (Sud-àfrica)
- Griswoldia zuluensis (Lawrence, 1938) (Sud-àfrica)

### Huntia
Gray & Thompson, 2001
- Huntia deepensis Gray & Thompson, 2001 (Oest d'Austràlia)
- Huntia murrindal Gray & Thompson, 2001 (Victòria)

### Kilyana
Raven & Stumkat, 2005
- Kilyana bicarinatus Raven & Stumkat, 2005 (Queensland)
- Kilyana campbelli Raven & Stumkat, 2005 (Nova Gal·les del Sud)
- Kilyana corbeni Raven & Stumkat, 2005 (Queensland)
- Kilyana dougcooki Raven & Stumkat, 2005 (Queensland)
- Kilyana eungella Raven & Stumkat, 2005 (Queensland)
- Kilyana hendersoni Raven & Stumkat, 2005 (Queensland)
- Kilyana ingrami Raven & Stumkat, 2005 (Queensland)
- Kilyana kroombit Raven & Stumkat, 2005 (Queensland)
- Kilyana lorne Raven & Stumkat, 2005 (Nova Gal·les del Sud)
- Kilyana obrieni Raven & Stumkat, 2005 (Queensland)

### Krukt
Raven & Stumkat, 2005
- Krukt cannoni Raven & Stumkat, 2005 (Queensland)
- Krukt ebbenielseni Raven & Stumkat, 2005 (Queensland)
- Krukt megma Raven & Stumkat, 2005 (Queensland)
- Krukt piligyna Raven & Stumkat, 2005 (Queensland)
- Krukt vicoopsae Raven & Stumkat, 2005 (Queensland)

### Megateg
Raven & Stumkat, 2005
- Megateg bartholomei Raven & Stumkat, 2005 (Queensland)
- Megateg covacevichae Raven & Stumkat, 2005 (Queensland)
- Megateg elegans Raven & Stumkat, 2005 (Queensland)
- Megateg gigasep Raven & Stumkat, 2005 (Queensland)
- Megateg lesbiae Raven & Stumkat, 2005 (Queensland)
- Megateg paulstumkati Raven & Stumkat, 2005 (Queensland)
- Megateg ramboldi Raven & Stumkat, 2005 (Queensland)
- Megateg spurgeon Raven & Stumkat, 2005 (Queensland)

### Phanotea
Simon, 1896
- Phanotea cavata Griswold, 1994 (Sud-àfrica)
- Phanotea ceratogyna Griswold, 1994 (Sud-àfrica)
- Phanotea digitata Griswold, 1994 (Sud-àfrica)
- Phanotea knysna Griswold, 1994 (Sud-àfrica)
- Phanotea lata Griswold, 1994 (Sud-àfrica)
- Phanotea latebricola Lawrence, 1952 (Sud-àfrica)
- Phanotea margarita Griswold, 1994 (Sud-àfrica)
- Phanotea natalensis Lawrence, 1951 (Sud-àfrica)
- Phanotea orestria Griswold, 1994 (Sud-àfrica)
- Phanotea peringueyi Simon, 1896 (Sud-àfrica)
- Phanotea sathegyna Griswold, 1994 (Sud-àfrica)
- Phanotea simoni Lawrence, 1951 (Sud-àfrica)
- Phanotea xhosa Griswold, 1994 (Sud-àfrica)

### Takeoa
Lehtinen, 1967
- Takeoa huangshan Tang, Xu & Zhu, 2004 (Xina)
- Takeoa nishimurai (Yaginuma, 1963) (Xina, Corea, Japó)

### Uliodon
L. Koch, 1873
- Uliodon albopunctatus L. Koch, 1873 (Nova Zelanda)
- Uliodon cervinus L. Koch, 1873 (Nova Zelanda)
- Uliodon ferrugineus (L. Koch, 1873) (Austràlia)
- Uliodon frenatus (L. Koch, 1873) (Nova Zelanda)
- Uliodon marmoreus (Hogg, 1896) (Austràlia Central)

### Zoropsis
Simon, 1878
- Zoropsis albertisi Pavesi, 1880 (Tunísia)
- Zoropsis beccarii Caporiacco, 1935 (Turquia)
- Zoropsis bilineata Dahl, 1901 (Mallorca, Marroc, Algèria)
  - Zoropsis bilineata viberti Simon, 1910 (Algèria)
- Zoropsis coreana Paik, 1978 (Corea)
- Zoropsis kirghizicus Ovtchinnikov & Zonstein, 2001 (Kirguizstan)
- Zoropsis lutea (Thorell, 1875) (Mediterrani Oriental, Ucraïna)
- Zoropsis markamensis Hu & Li, 1987 (Xina)
- Zoropsis media Simon, 1878 (Mediterrani Occidental)
- Zoropsis oertzeni Dahl, 1901 (Itàlia, Grècia, Balcans)
- Zoropsis pekingensis Schenkel, 1953 (Xina)
- Zoropsis rufipes (Lucas, 1838) (Canàries, Madeira)
- Zoropsis saba Thaler & van Harten, 2006 (Iemen)
- Zoropsis spinimana (Dufour, 1820) (Mediterrani fins a Rússia) (introduïda als EUA)